# Врх дна
Врх дна је једанаести албум црногорског певача Рамба Амадеуса из 2015. Садржи десет песама од којих су хитови О'рук, сад га ломи, Приватизоват, Дуге доње гаће и Само баладе.
Албум је изашао под окриљем Mascom Records-а.

## Позадина
Децембра 2010. је изашла песма „Мени треба ритам јак” у сарадњи са Драгољубом Ђуричићем. Године 2012. је интерно изабран за представника Црне горе на Евровизији у Бакуу.

## Албум
На овом албуму Рамбо је комбиновао сатиричне текстове о судбини малог човека у вихорима судбине, лутајући кривудавим богазама балканског друштва. На њему су радили Војно Диздар, Мирослав Товирац, Саша Ранковић, Реља Свилар, Александар Петковић и други.
Праћен је спотовима за насловну нумеру, О'рук, сад га ломи, Е мој Рамбо, Приватизоват, Партија, Музика и Само баладе.

## Списак песама
| №   | Назив                            | Трајање |  |
| 1.  | Врх дна                          |         |  |
| 2.  | О'рук, сад га ломи               |         |  |
| 3.  | Е мој Рамбо                      |         |  |
| 4.  | Приватизоват                     |         |  |
| 5.  | Радио станица                    |         |  |
| 6.  | Партија                          |         |  |
| 7.  | Карактер                         |         |  |
| 8.  | Дуге доње гаће                   |         |  |
| 9.  | Музика                           |         |  |
| 10. | Само баладе (јуче, данас, сутра) |         |  |